# Призрачный ход
Призрачный ход (также Божественный ход: разгневанный ; кор. 신의 한 수: 귀수편, Sin-ui Han Su: Gwisupyeonu) — корейский кинофильм 2019 года жанра боевик/неонуар, приквел фильма 2014 года Божественный ход.

## Производство
Производство филма началось 15 сентября 2018 года и завершилось 14 января 2019 года. В главных ролях фильма снялись Квон Сан У, Ким Хи Вон и Ким Сонгюн.
Премьера фильма в южнокорейских кинотеатрах состоялась 7 ноября 2019 года.

## Сюжет
Гви Су (Квон Сан У) проигрывает всё в партии в го. Он сбегает в Сеул, где находит наставника, который вовлекает его в игру на деньги. Опасное занятие привело к смерти учителя, но спустя 15 лет Гви Су отправляется в путешествие по всей Южной Корее, чтобы сразиться с лучшими мастерами в го.

## Критика
Фильм получил положительные отзывы среди кинокритиков.
В рецензии от издания The Korea Herald говорится, что «несмотря на однобоких персонажей, комиксные преувеличения, множество сюжетных дыр и отсутствие настоящего сюжетного поворота, фильму всё равно удаётся быть довольно увлекательным, поддерживать адреналиновый экшен и азарт. Это не шедевр, но в нём удалось создать интригующий безумный мир».

## Сборы и прокат
В день премьеры фильм финишировал на первом месте в корейском прокате, собрав 176.604 зрителя, обогнав фильмы Терминатор: Тёмные судьбы и Ким Джи Ён, 1982 года рождения. За первый уик-энд фильм собрал 6,74 миллионов долларов и около 879000 зрителей. 22 ноября 2019 года количество зрителей превысило 2 миллиона. По данным на июнь 2022 года фильм заработал 14,3 миллионов долларов.